# Tamara Vuletić
Tamara Vuletić (serbisch-kyrillisch Тамара Вулетић; * 6. Februar 2000) ist eine serbische Leichtathletin, die sich auf den Sprint spezialisiert hat.

## Sportliche Laufbahn
Erste internationale Erfahrungen sammelte Tamara Vuletić im Jahr 2016, als sie bei den U18-Balkan-Meisterschaften in Kruševac in 12,54 s den vierten Platz im 100-Meter-Lauf belegte. Im Jahr darauf gelangte sie bei den U18-Balkan-Meisterschaften in Istanbul mit 12,67 s auf Rang fünf und anschließend gewann sie bei den U20-Balkan-Meisterschaften in Pitești in 12,18 s die Bronzemedaille und gewann mit der serbischen 4-mal-100-Meter-Staffel in 46,86 s die Silbermedaille. Kurz darauf siegte sie mit der Staffel in 46,34 s bei den Balkan-Meisterschaften in Novi Pazar und verpasste dann bei den U20-Europameisterschaften in Grosseto mit 46,98 s den Finaleinzug. 2018 gewann sie bei den U20-Balkan-Hallenmeisterschaften in Sofia in 7,66 s die Bronzemedaille im 60-Meter-Lauf und im Juni belegte sie bei den U20-Balkan-Meisterschaften in Istanbul in 12,35 s den siebten Platz über 100 Meter. Im Jahr darauf gewann sie bei den U20-Balkan-Hallenmeisterschaften ebendort in 7,68 s die Bronzemedaille über 60 Meter und im Juli gelangte sie bei den Freiluftmeisterschaften in Cluj-Napoca mit 12,31 s auf den fünften Platz über 100 Meter und entschied in 25,34 s das B-Finale im 200-Meter-Lauf für sich. Zudem siegte sie dort mit der Staffel in 47,39 s.
2022 erreichte sie bei den Balkan-Meisterschaften in Craiova mit 24,75 s Rang neun über 200 Meter und belegte mit der 4-mal-100-Meter-Staffel in 45,37 s den vierten Platz.
2022 wurde Vuletić serbische Meisterin im 200-Meter-Lauf sowie 2020 und 2021 in der 4-mal-100-Meter-Staffel. Zudem wurde sie 2022 Hallenmeisterin über 200 Meter und 2020 in der 4-mal-200-Meter-Staffel.

## Persönliche Bestleistungen
- 100 Meter: 11,86 s (+0,9 m/s), 16. Juli 2022 in Graz
  - 60 Meter (Halle): 7,57 s, 18. Februar 2023 in Belgrad
- 200 Meter: 24,31 s (+0,5 m/s), 26. Juni 2022 in Kruševac
  - 200 Meter (Halle): 24,92 s, 14. Januar 2023 in Belgrad